# WTA de Madri de 2013
O WTA de Madri de 2013 foi um torneio de tênis feminino disputado em quadras de saibro na cidade de Madri, na Espanha. Esta foi a 5ª do evento, realizada na Caja Magica.

## Distribuição de pontos e premiação

### Pontuação
| Evento  | V   | F   | SF  | QF  | Terceira rodada | Segunda rodada | Primeira rodada | Q  | Q2 | Q1 |
| Simples | 700 | 450 | 250 | 140 | 80              | 5              | 30              | 20 | 1  |    |
| Duplas  | 700 | 450 | 250 | 140 | 5               | —              | —               | —  | —  |    |

### Premiação
| Evento  | V        | F        | SF       | QF      | Terceira rodada | Segunda rodada | Primeira rodada | Q2     | Q1     |
| Simples | €643,000 | €315,000 | €158,500 | €80,700 | €39,000         | €20,750        | €9,630          | €2,555 | €1,150 |
| Duplas* | €203,000 | €102,034 | €50,110  | €23,000 | €12,000         | €6,300         | —               | —      | —      |

* por dupla

## Chave de simples

### Cabeças de chave
| País | Jogadora            | Rank1 | Cabeça |
| ---- | ------------------- | ----- | ------ |
| USA  | Serena Williams     | 1     | 1      |
| RUS  | Maria Sharapova     | 2     | 2      |
| BLR  | Victoria Azarenka   | 3     | 3      |
| POL  | Agnieszka Radwańska | 4     | 4      |
| CHN  | Li Na               | 5     | 5      |
| GER  | Angelique Kerber    | 6     | 6      |
| ITA  | Sara Errani         | 7     | 7      |
| CZE  | Petra Kvitová       | 8     | 8      |
| AUS  | Samantha Stosur     | 9     | 9      |
| DEN  | Caroline Wozniacki  | 10    | 10     |
| RUS  | Nadia Petrova       | 11    | 11     |
| ITA  | Roberta Vinci       | 12    | 12     |
| RUS  | Maria Kirilenko     | 13    | 13     |
| FRA  | Marion Bartoli      | 14    | 14     |
| SVK  | Dominika Cibulková  | 15    | 15     |
| SRB  | Ana Ivanovic        | 16    | 16     |

- 1 Rankings como em 29 de abril de 2013

### Outros participantes
As seguintes jogadoras receberam convites para a chave de simples:
- Lourdes Domínguez Lino
- Simona Halep
- Daniela Hantuchová
- Anabel Medina Garrigues
- Silvia Soler Espinosa

As seguintes jogadoras entraram na chave de simples através do qualificatório:
- Alexandra Dulgheru
- Camila Giorgi
- Bethanie Mattek-Sands
- Christina McHale
- Yulia Putintseva
- Chanelle Scheepers
- María Teresa Torró Flor
- Lesia Tsurenko

As seguintes jogadoras entraram na chave de simples como lucky loser:
- Madison Keys
- Stefanie Vögele

### Desistências
Antes do torneio
- Tamira Paszek (infecção respiratória)
- Venus Williams (lesão ans costas)
- Heather Watson (mononucleose)

Durante o torneio
- Julia Görges
- Yaroslava Shvedova (lesão no braço direito)
- Ayumi Morita (lesão no abdutor esquerdo)
- Elena Vesnina (lesão na coluna lombar)
- Klára Zakopalová (asma)

## Chave de duplas

### Cabeças de chave
| País | Jogador               | País | Jogador            | Rank1 | Cabeça |
| ---- | --------------------- | ---- | ------------------ | ----- | ------ |
| CZE  | Andrea Hlaváčková     | CZE  | Lucie Hradecká     | 9     | 1      |
| RUS  | Nadia Petrova         | SLO  | Katarina Srebotnik | 11    | 2      |
| RUS  | Ekaterina Makarova    | RUS  | Elena Vesnina      | 13    | 3      |
| USA  | Raquel Kops-Jones     | USA  | Abigail Spears     | 29    | 4      |
| USA  | Bethanie Mattek-Sands | IND  | Sania Mirza        | 35    | 5      |
| GER  | Anna-Lena Grönefeld   | CZE  | Květa Peschke      | 39    | 6      |
| CHN  | Shuai Zhang           | CHN  | Jie Zheng          | 48    | 7      |
| TPE  | Hsieh Su-Wei          | CHN  | Peng Shuai         | 51    | 8      |

- 1 Rankings como em 29 de abril de 2013

### Outros participantes
As seguintes parcerias receberam convites para a chave de duplas:
- Alizé Cornet /  Francesca Schiavone
- Jelena Janković /  Mirjana Lučić-Baroni
- Garbiñe Muguruza /  María Teresa Torró Flor
- Silvia Soler Espinosa /  Carla Suárez Navarro

A seguinte parceria entrou na chave de duplas como alternate:
- Sofia Arvidsson /  Johanna Larsson

#### Desistências
Antes do torneio
- Monica Niculescu (lesão no ombro direito)
- Tamira Paszek (infecção respiratória)

## Campeões

### Simples
- Serena Williams def.  Maria Sharapova, 6–1, 6–4

### Duplas
- Anastasia Pavlyuchenkova /  Lucie Šafářová venceram  Cara Black /  Marina Erakovic, 6–2, 6–4